# Grand Theft Auto IV
Grand Theft Auto IV е деветото (и първото от четвъртата генерация) заглавие на видеоигра от серията GTA (Grand Theft Auto), която излиза през 29 април 2008 година за платформите PlayStation 3, Xbox 360 и на 3 декември за PC. 
Действието на играта се развива в обновения град Либърти Сити, базиран основно на градовете Ню Йорк и Ню Джърси.

## История
Нико Белич е сръбски емигрант на тридесет години и е ветеран от войната в Босна. Той идва в Либърти Сити в преследване на „Американската мечта“. Нико е подтикван да се премести в Либърти от своя братовчед Роман, който твърди в множество писма до Нико, че живее страхотен живот в свое собствено имение, жена и страхотни спортни коли. Твърденията на Роман се оказват лъжи, с които той крие провалите си. В действителност той има малък таксиджийски бизнес и дължи пари на босовете на локалните престъпни банди, които той се опитва да разреши чрез помощта на Нико, който трябва да ги убие.
Нико и Роман враждуват постоянно. Впоследствие се разбира, че една от причините е, че Нико, като бивш войник, отива в Либърти Сити с цел да намери човекът който е предал неговият отряд: Дарко Бревич. Нико скоро създава връзки с руската мафия чрез Владимир Глебов и по-късно се среща с важните фигури в мафията Михаил Фаустин и Димитри Раскалов. Нико върши задачи за Фаустин преди да се включи към предателството на Димитри спрямо Фаустин. Нико убива Фаустин по заповед на Димитри. Нико впоследствие се среща с Димитри за да прибере парите от убийството, обаче Димитри представя своят нов партньор Родислав Булгарин и предава Нико заповядвайки на хората на Булгарин да го убият. Литъл Джeйкъб се появява и спасява Нико, но Димитри избягва.
С развитието на историята мафията в Либърти Сити намира Дарко и го води на Нико, който установява че Дарко е наркозависима развалина. Играчът има право да избере дали да убие Дарко или да го остави да живее.
Историята има два финала, всеки със свои собствени мисии в зависимост от това какви решения е взел играчът по време на играта. Играчът има възможност да отмъсти на Димитри или да сключи сделка с него. В единия случай умира Роман, а в другия гаджето Кейт.
Тогава Роман се жени за Малори.